# Ljeskove Vode
Ljeskove Vode är ett samhälle i Bosnien och Hercegovina.   Det ligger i entiteten Republika Srpska, i den centrala delen av landet, 110 km norr om huvudstaden Sarajevo. Ljeskove Vode ligger 223 meter över havet och antalet invånare är 651.
Terrängen runt Ljeskove Vode är platt, och sluttar norrut.Närmaste större samhälle är Doboj, 13,8 km öster om Ljeskove Vode. 
I omgivningarna runt Ljeskove Vode växer i huvudsak lövfällande lövskog. Runt Ljeskove Vode är det ganska tätbefolkat, med 70 invånare per kvadratkilometer.